# Frank Capp
Frank Capp, geboren als Francis Cappuccio, (Worcester, 20 augustus 1931 - 12 september 2017) was een Amerikaanse drummer en orkestleider van de West Coast Jazz en mainstream jazz.

## Geschiedenis
Frank Capp speelde na zijn opleiding aan het University College of Music in Boston direct vanaf het begin van zijn carrière in 1951 in de bigband van Stan Kenton en later bij Neal Hefti en Billy May. Vanaf 1953 werkte hij in Los Angeles in de studio's, had kleine formaties en begeleidde artiesten als Ella Fitzgerald, Tony Bennett en Peggy Lee, waarmee hij ook op tournee ging. In 1963 vervoegde hij zich bij een groep studiomuzikanten, die The Wrecking Crew werden genoemd en die hun aandeel hadden bij het instrumentale deel voor talrijke hits voor andere artiesten tot 1975. In 1975 richtte hij met de pianist Nat Pierce de Capp-Pierce-Juggernaut Big Band op, die werkte in de diversiteit van de swing en mainstream. Vanaf 1979 ontstond bij het jazzlabel Concord Records een serie albums met gastmuzikanten als Blue Mitchell, Britt Woodman, Richie Kamuca, Garnett Brown, Buster Cooper, Bob Cooper, Conte Candoli, Jack Nimitz, John Pisano en de zanger Joe Williams. De band speelde overwegend arrangementen van de bands van Count Basie en Woody Herman.

## Overlijden
Frank Capp overleed in september 2017 op 86-jarige leeftijd.

## Discografie
- 1979: Juggernaut (Concord) met Blue Mitchell, Britt Woodman, Richie Kamuca, Nat Pierce
- 1978: Live at Century Plaza (Concord)
- 1981: Juggernaut Strikes Again! (Concord)
- 1987: Live at the Alley Cat (Concord)
- 1995: In a Hefti Bag
- 1991: Frank Capp Presents Rickey Woodard (Concord)
- 1993: Quality Time
- 1996: Play It Again Sam (Concord) met Conte Candoli

- Bibsys: 9024056
- Biblioteca Nacional de España: XX1647842
- Bibliothèque nationale de France: cb13892134w (data)
- CiNii: DA1666389X
- Gemeinsame Normdatei: 134607538
- International Standard Name Identifier: 0000 0001 1655 6087
- Library of Congress Control Number: n88672266
- MusicBrainz: eb307954-4158-4caf-a17d-e4d38100adb1
- Nederlandse Thesaurus van Auteursnamen: 074434152
- Réseau des bibliothèques de Suisse occidentale: 02-A009235676
- Istituto Centrale per il Catalogo Unico: UM1V029481
- SNAC: w6k485k6
- Système universitaire de documentation: 18173849X
- Virtual International Authority File: 204149106194868491555